# وزير الأمن السيبراني (أستراليا)
وزير الأمن السيبراني هو منصب وزاري في الحكومة الأسترالية، تشغله حاليًا كلير أونيل بعد أداء اليمين الدستورية لحكومة أنتوني ألبانيز الكاملة في 1 يونيو 2022.
حسب دستور أستراليا وقوانين الحكومة، يدير الوزير هذه الحقيبة من خلال وزارة الشؤون الداخلية.